# اعتقالات مارس 2010 في السعودية
اعتقالات مارس 2010 في السعودية هي حملات مداهمة و اعتقال قامت بها وزارة الداخلية السعودية في مارس 2010 و إعتقلت خلالها 113 شخص و قالت أنهم تابعين لتنظيم القاعدة في جزيرة العرب اللذي يتخذ من اليمن مقر له و كانوا يخططون لشن هجمات داخل الأراضي السعودية 

## الأماكن المستهدفة
بحسب وزارة الداخلية السعودية فإن الشبكة كانت تخطط لإستهداف منشآت نفطية و أمنية في المنطقة الشرقية .

## المقبوض عليهم
كانوا ينتمون إلى خليتين، كل خلية منها تتكون من 6 أشخاص و بقية المقبوض عليهم و هم 101 شخص من المشتبه بهم، منهم 47 سعودي الجنسية و 51 يمني و واحد إرتيري و بنغلاديشي و صومالي .